# Первомайский (Гагинский район)
Первомайский — поселок в Гагинском районе Нижегородской области. Входит в состав Гагинского сельсовета.

## География
Находится в южной части Нижегородской области на расстоянии приблизительно 3 километра (по прямой) на запад-юго-запад от села Гагино.

## Население
Постоянное население составляло 23 человека (русские 100 %) в 2002 году, 7 в 2010.